# Echinomuricea collaris
Echinomuricea collaris är en korallart som beskrevs av Nutting 1910. Echinomuricea collaris ingår i släktet Echinomuricea och familjen Plexauridae. Inga underarter finns listade i Catalogue of Life.